# آنا لمبه
آنا لمبه (انگلیسی: Anna Lambe؛ زادهٔ ۲۵ سپتامبر ۲۰۰۰) بازیگر کانادایی است. وی از سال ۲۰۱۸ میلادی تاکنون مشغول فعالیت بوده است.